# Dan Snyder

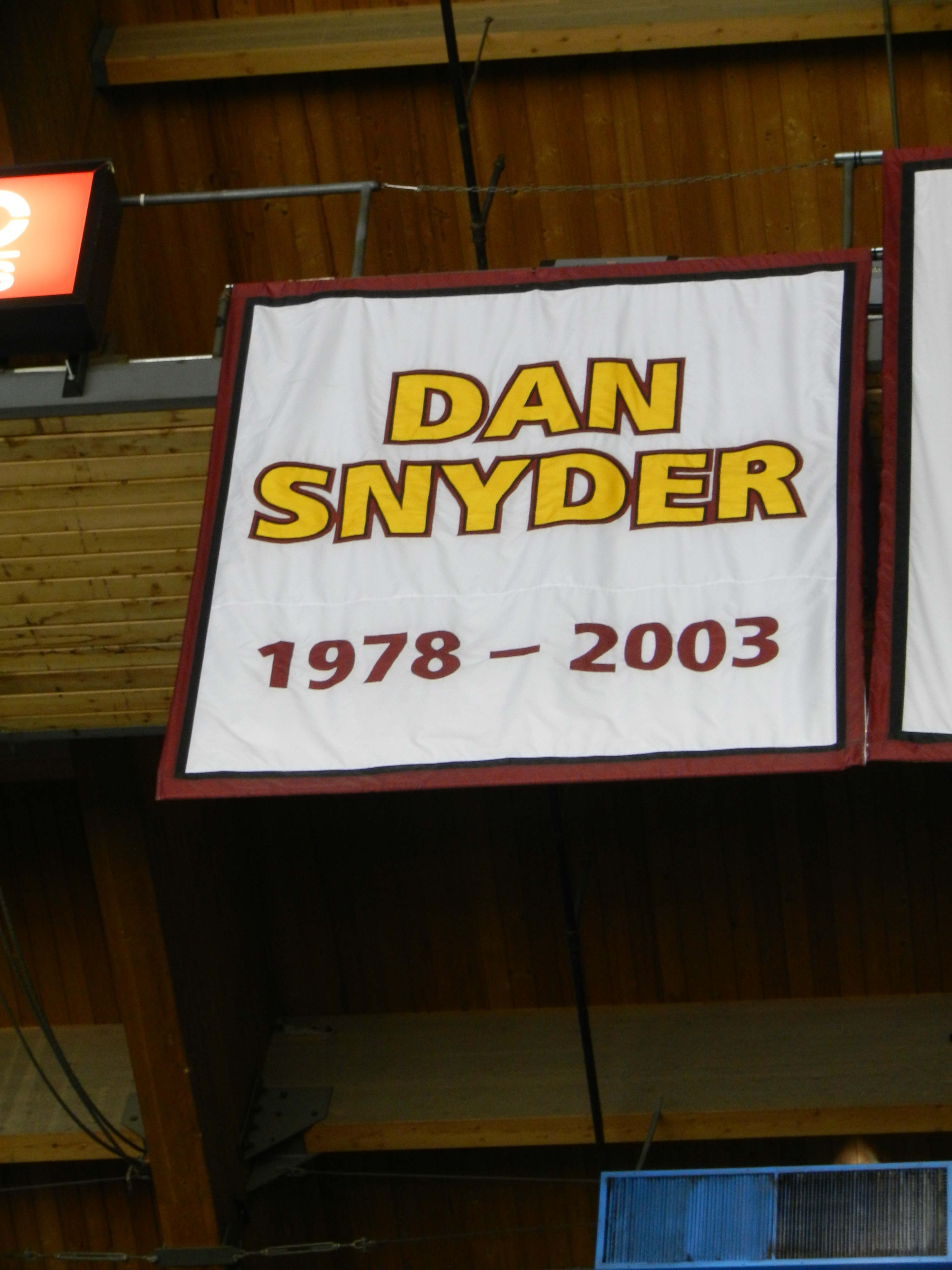
Chicago Wolves-fana i Allstate Arena i Rosemont, Illinois.

Daniel Snyder, född 23 februari 1978 i Elmira, Ontario, död 5 oktober 2003 i Atlanta, var en kanadensisk professionell ishockeyspelare. Snyder spelade bland annat för Atlanta Thrashers i NHL.

## Karriär
Dan Snyder spelade juniorishockey för Owen Sound Platers i Ontario Hockey League åren 1995–1999. 1999 skrev han på som free agent för NHL-laget Atlanta Thrashers. Säsongerna 1999–2000 och 2000–01 spelade han för Orlando Solar Bears i International Hockey League. Säsongen 2000–01 debuterade han även för Atlanta Thrashers i NHL genom att spela två matcher för laget.
Säsongerna 2001–02 och 2002–03 delade Snyder speltiden mellan Atlanta Thrashers och lagets farmarklubb Chicago Wolves i American Hockey League. Sammanlagt gjorde han 11 mål och 16 poäng på 49 matcher i NHL samt 22 mål och 58 poäng på 91 matcher i AHL. 

### Dödsolycka
29 september 2003 var Snyder inblandad i en bilolycka när hans vän och lagkamrat Dany Heatley kraschade in i en mur vid Lenox Road i Atlanta. Heatley klarade sig undan med en bruten käke och andra icke livshotande skador. Snyder däremot bröt skallbenet och låg i koma i sex dagar innan han avled. Efter Snyders död förlät hans familj Heatley för händelsen. Heatley åtalades trots detta för vårdslöshet i trafik och vållande till annans död. Han erkände sig själv skyldig och fick för detta tre års villkorligt fängelse. 
Snyders tröjnummer 14 är taget ur cirkulation för all framtid av OHL-laget Owen Sound Attack.

## Statistik
| 1994–95    | Elmira Sugar Kings  | ON-Jr.B    | 43  | 8  | 17  | 25  | 46  | –  | –  | –  | –  | –  |
| 1995–96    | Owen Sound Platers  | OHL        | 63  | 8  | 17  | 25  | 78  | 6  | 1  | 2  | 3  | 4  |
| 1996–97    | Owen Sound Platers  | OHL        | 57  | 17 | 29  | 46  | 96  | 4  | 2  | 3  | 5  | 6  |
| 1997–98    | Owen Sound Platers  | OHL        | 46  | 23 | 33  | 56  | 74  | 10 | 2  | 3  | 5  | 16 |
| 1998–99    | Owen Sound Platers  | OHL        | 64  | 27 | 67  | 94  | 110 | 16 | 8  | 5  | 13 | 30 |
| 1999–00    | Orlando Solar Bears | IHL        | 71  | 12 | 13  | 25  | 123 | 6  | 1  | 2  | 3  | 4  |
| 2000–01    | Orlando Solar Bears | IHL        | 78  | 13 | 30  | 43  | 127 | 16 | 7  | 3  | 10 | 20 |
| 2000–01    | Atlanta Thrashers   | NHL        | 2   | 0  | 0   | 0   | 0   | —  | —  | —  | —  | —  |
| 2001–02    | Chicago Wolves      | AHL        | 56  | 11 | 24  | 35  | 115 | 22 | 7  | 10 | 17 | 25 |
| 2001–02    | Atlanta Thrashers   | NHL        | 11  | 1  | 1   | 2   | 30  | —  | —  | —  | —  | —  |
| 2002–03    | Atlanta Thrashers   | NHL        | 36  | 10 | 4   | 14  | 34  | —  | —  | —  | —  | —  |
| 2002–03    | Chicago Wolves      | AHL        | 35  | 11 | 12  | 23  | 39  | —  | —  | —  | —  | —  |
| OHL totalt | OHL totalt          | OHL totalt | 230 | 75 | 146 | 221 | 358 | 36 | 13 | 13 | 26 | 58 |
| IHL totalt | IHL totalt          | IHL totalt | 149 | 25 | 43  | 68  | 250 | 22 | 8  | 5  | 13 | 24 |
| AHL totalt | AHL totalt          | AHL totalt | 91  | 22 | 36  | 58  | 154 | 22 | 7  | 10 | 17 | 25 |
| NHL totalt | NHL totalt          | NHL totalt | 49  | 11 | 5   | 16  | 64  | —  | —  | —  | —  | —  |